# Geociéncies Barcelona (GEO3BCN-CSIC)
Geociéncies Barcelona (GEO3BCN-CSIC), anteriorment anomenat Institut de Ciències de la Terra Jaume Almera (ICTJA) és un centre de recerca del Consell Superior d'Investigacions Científiques (CSIC). Va ser creat l'any 1965 amb el nom d'Institut de Geologia de Barcelona i està situat al Campus Universitari de Pedralbes de Barcelona. El seu nom original es referia al geòleg i seminarista català Jaume Almera.
Compta amb uns 70 científics, dels quals al voltant de 30 són de plantilla. Incloent el personal administratiu suma més de 100 treballadors (xifres de 2012).
La recerca es finança mitjançant contractes amb empreses públiques i privades, així com amb projectes finançats pels governs espanyol, català i europeu. La recerca se centra preferentment en
- Geodinámica i dinàmica de la litosfera
- Tectonofísica i Geologia
- Geofísica i Sismologia
- Vulcanisme i risc volcànic
- Erosió i transport superficial.
- Registre Sedimentari i Paleoambient
- Limnologia i canvi climàtic
- Medi ambient
- Sensors remots i models mediambientals
- Propietats òptiques dels sòlids

L'ICTJA és considerat com un dels centres de recerca en geociència més rellevants d'Espanya. Més enllà de la seva recerca, l'institut serveix com a font d'assessorament en casos d'emergències de riscos naturals i col·labora en projectes relacionats amb la indústria dels recursos naturals. Dins l'estructura del CSIC i junt amb altres 23 instituts forma part de l'Àrea de Recursos Naturals, en la subàrea de Ciències de la terra i l'atmosfera.
La seva creació l'any 1965 va formar part de la reorganització dels centres d'investigació del CSIC. Sota la direcció del Doctor Lluís Solé i Sabarís a l'ICTJA (llavors Institut de Geologia de Barcelona) s'hi van agrupar les seccions de la Universitat de Barcelona de l'Institut Lucas Mallada, institut d'investigacions geològiques estatal que s'havia creat l'any 1943.